# Jure Brkan
Jure (Juraj) Brkan (Bristivica, Seget, 23. ožujka 1946.), hrvatski svećenik-franjevac, OFM, stručnjak za kanonsko pravo, crkveni dužnosnik, crkveni pravnik. Rođen je 23. ožujka 1946. u selu Bristivici, općina Trogir, danas općina Seget. Osnovnu školu je završio u rodnom mjestu, klasičnu gimnaziju u Sinju, teologiju u Makarskoj, a fakultet kanonskog prava u Rimu. 1974. je magistrirao, a 1979. doktorirao iz kanonskoga prava. Predaje kolegije kanonskog prava u Makarskoj od 1976., a umirovljen je kao redoviti profesor u trajnom zvanju na katedri kanonskog prava na Katoličkom bogoslovnom fakultetu Sveučilišta u Splitu, gdje je bio pročelnik katedre kanonskog prava. Usto obnaša i dužnost crkvenog sudca. U svom životu vršio je zapažene crkvene službe među kojim su služba provincijalnog ministra, rektora bogoslovije, gvardijana, branitelja ženidbenog veza i promicatelja pravde, crkvenog suca na Interdijecezanskom sudu II. stupnja u Splitu i člana vijeća savjetnika u Splitsko-makarskoj nadbiskupiji. Pisac je knjiga, članaka, a vodi i redovničke kapitule, bavi se tumačenjem kanonskog prava i organizacijom franjevačkog školstva. Djela: Obveze i prava vjernika laika, prva knjiga na hrvatskom jeziku koja crkveno-pravnom metodom obrađuje obveze i prava vjernika laika prema Zakoniku Katoličke Crkve iz 1983., Župa u zakonodavstvu Katoličke crkve i dr.